# Parc Nacional de Vilsandi
Parc Nacional de Vilsandi (estonià: Vilsandi rahvuspark) és una àrea marina protegida a la parròquia de Saaremaa, comtat de Saare, Estònia. Inclou part de l'illa de Vilsandi, una sèrie d'illes més petites i parts adjacents de l'oest de Saaremaa, inclosa la península de Harilaid.

## Medi ambient
El parc va néixer a partir d'una reserva d'ocells fundada el 1910. Es tracta d'un ecosistema molt sensible, que s'utilitza com a zona de parada per moltes aus migratòries, com les oques de galta blanca i l'èider de Steller, i com a lloc de cria i nidificació de més de 247 espècies d'ocells, de les quals la més comuna és l’èider. Un terç de totes les espècies vegetals protegides a Estònia també es troben en aquest parc nacional. La caça està totalment prohibida.
El parc és una destinació turística popular tant per als estonians com per als visitants estrangers, especialment de Finlàndia. Ha estat designada Zona d'Aus Important (IBA) per BirdLife  International, dóna suport a les poblacions reproductores i hivernants de moltes espècies d’aus aquàtiques, així com de grues europees de pas.